# Mbven
Mbven est un arrondissement du Cameroun situé dans la région du Nord-Ouest et le département du Bui.

## Structure administrative de la commune
Outre la ville de Mbven proprement dite, la commune de Mbiame (arrondissement de Mbven) comprend les villages suivants :
- Baasan
- Kovki
- Lam
- Mbokov
- Mbonso
- Mbontsem
- Mboshong
- Ngorin
- Njanawa
- Nkonin
- Reh
- Sang
- Tanyar
- Tiywong
- Lip
- Shuken